# Сетьен, Кике
Энри́ке Сетье́н Соле́р (исп. Enrique Setién Soler; род. 27 сентября 1958, Сантандер), более известный под именем Ки́ке Сетье́н (исп. Quique Setién) — испанский футболист, тренер. Выступал на позиции полузащитника, играл в сборной Испании. В 2020 году возглавлял футбольный клуб «Барселона».

## Клубная карьера
Во взрослом футболе Кике дебютировал в 1977 году за команду «Расинг», в которой провёл восемь сезонов, приняв участие в 110 матчах чемпионата.
Своей игрой за эту команду он привлёк внимание представителей тренерского штаба клуба «Атлетико», в состав которого вошёл в 1985 году. Провёл в мадридском клубе следующие три сезона своей игровой карьеры. Большую часть времени, проведённого в составе «Атлетико», Сетьен был основным игроком команды.
В течение 1988—1992 годов футболист защищал цвета клуба «Логроньес».
В 1992 году он вернулся в клуб «Расинг». На этот раз провёл в составе команды четыре сезона. Играя в «Расинге», в основном выходил на поле в стартовом составе.
Сетьен завершил профессиональную игровую карьеру в клубе «Леванте», в котором выступал на протяжении 1996 года.

## В сборной
В течение 1978—1982 годов Сетьен привлекался в состав молодёжной сборной Испании. На молодёжном уровне он сыграл в двух официальных матчах.
20 ноября 1985 года Кике дебютировал в составе сборной Испании в товарищеском матче против Австрии (0:0). В течение карьеры в национальной сборной, которая длилась всего два года, провёл в её составе 3 матча.
В составе сборной он был участником чемпионата мира 1986 года в Мексике, но на поле так и не вышел.

## Тренерская карьера
Сетьен начал тренерскую карьеру, вернувшись к футболу после небольшого перерыва, в 2001 году, возглавив тренерский штаб клуба «Расинг», где проработал до 2002 года.
В 2005 году Кике работал в штабе Николая Писарева в сборной России по пляжному футболу, которая стала второй на домашнем Кубке Европы.
В 2006 году он стал главным тренером сборной Экваториальной Гвинеи, которую тренировал на протяжении трёх месяцев.
В течение тренерской карьеры Сетьен также возглавлял команды «Полидепортиво», «Логроньес» и «Луго».
С 2015 по 2017 год специалист возглавлял тренерский штаб команды «Лас-Пальмас».
26 мая 2017 года возглавил «Реал Бетис». В первом же сезоне занял с командой 6-е место, квалифицировавшись в групповой этап Лиги Европы. В сезоне 2018/19 команда финишировала на 10-м месте. После этого, несмотря на остававшийся ещё год контракта, Сетьен объявил об уходе из «Бетиса».
13 января 2020 года было объявлено о назначении Сетьена на должность главного тренера «Барселоны». На момент назначения Сетьена «сине-гранатовые» в турнирной таблице разделяли первое место в с мадридским «Реалом», однако в результате проиграли ему чемпионскую гонку, заняв лишь второе место. После вылета из Лиги чемпионов вследствие разгромного поражения от мюнхенской «Баварии» (2:8) Сетьен был отправлен в отставку президентом клуба Жозепом Бартомеу.